# Saldus
Saldus (anciennement Frauembourg, en allemand : Frauenburg) est une ville située dans la région de Kurzeme en Lettonie. Fondée en 1856, elle est la principale ville de la Commune de Saldus. En 2005, sa population est estimée à 12 707 habitants pour une superficie de 10,1 km2.

## Histoire
La première mention de la ville, sous le nom de Saldene, remonte à 1253. Le toponyme allemand, Frauenburg, est documenté depuis 1341.
Au XVIIe siècle les ducs de Courlande Frédéric (en 1625) et Jacob (de 1664 à 1682) résidèrent au château de Frauenburg, Charles XII de Suède s’y installa en 1701 durant la Grande guerre du Nord. Cette guerre et la peste qui suivit réduisent la ville à une simple paroisse campagnarde pour près de 100 ans.
En 1856 la reconstruction est entamée et le statut de ville octroyé en 1917 par l'administration allemande.

## Économie
On y dénombre officiellement environ 500 sociétés œuvrant dans des domaines tels que la construction, la transformation du bois et l'agroalimentaire.

## Jumelage
- Villebon-sur-Yvette (France)
- Paide (Estonie)
- Mažeikiai (Lituanie)
- Liederbach am Taunus (Allemagne)
- Lidingö (Suède)
- Stargard Szczeciński (Pologne)
- Serguiev Possad (Russie)
- Sankt Andrä (Autriche)

## Personnalités de Saldus
- Johann von Besser (1654–1729) - Écrivain allemand
- Jānis Blūms (1982-) - joueur professionnel letton de basket-ball
- Ursula Donath (1931- ) - Athlète allemand
- Janis Rozentāls[3] (1866–1917) - Peintre
- Lea Davidova-Medene (1921–1986) - Sculpteur
- Māris Čaklais (1940–2003) - Poète
- Ēriks Ķiģelis (1955–1985) - Musicien
- Ieva Laguna (1990- ) - Mannequin

## Gallery

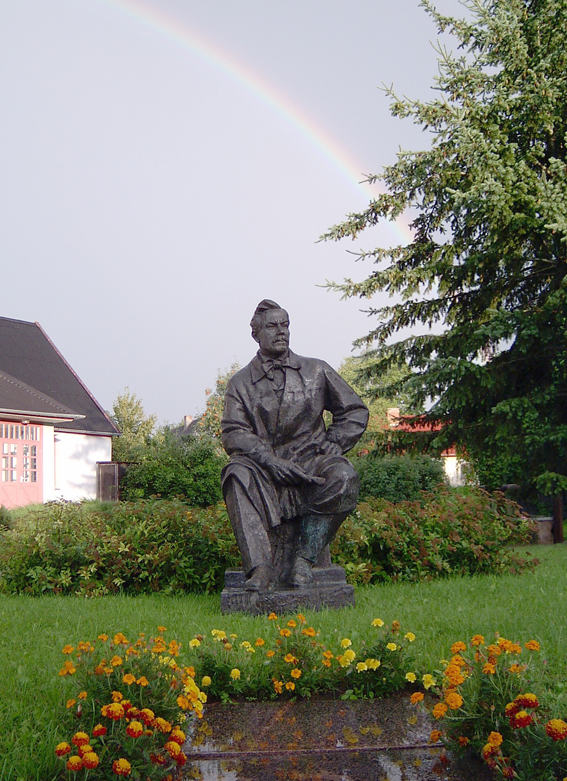
Statue de Janis Rozentāls
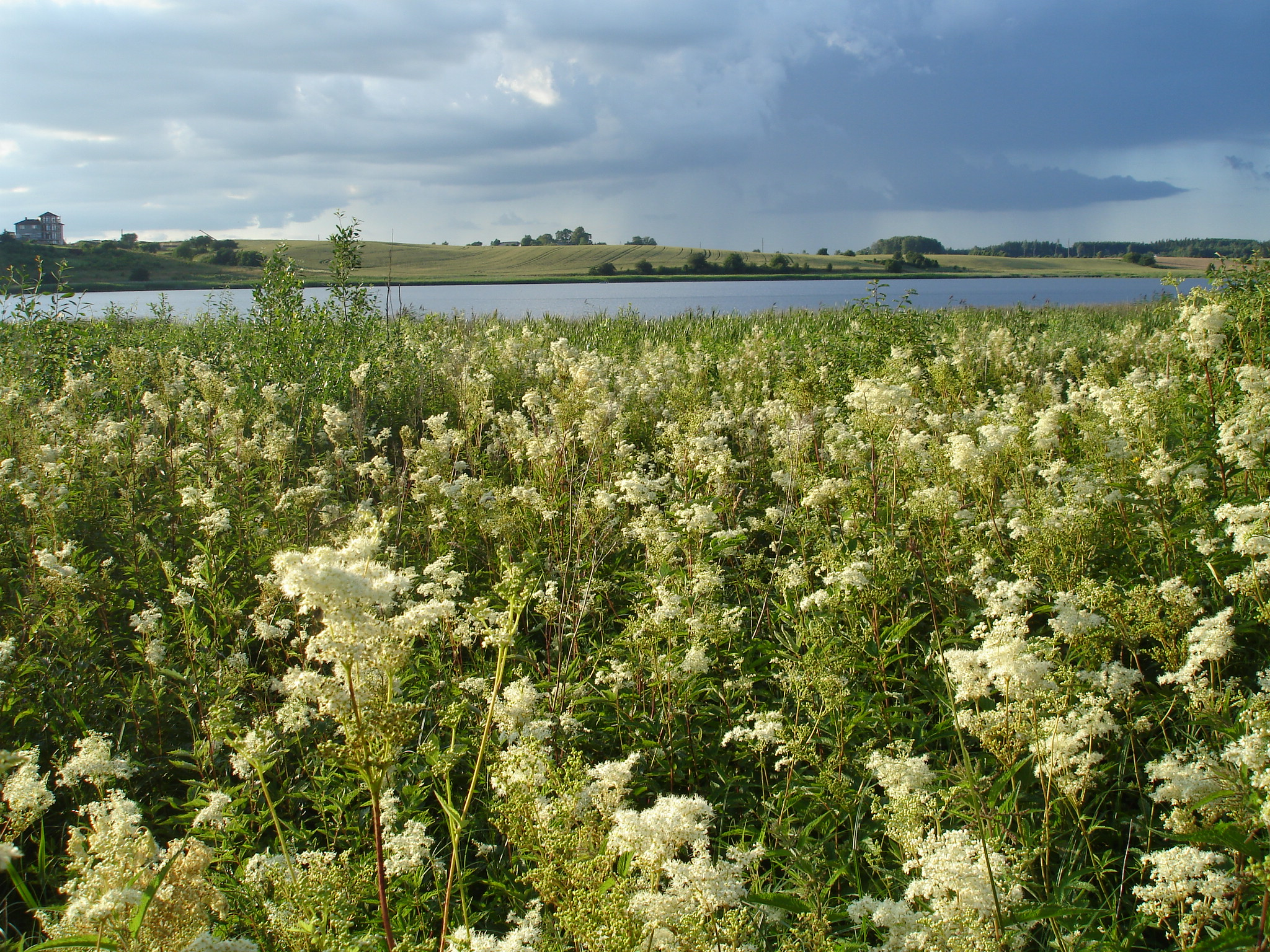
Champ et lac de Saldus.
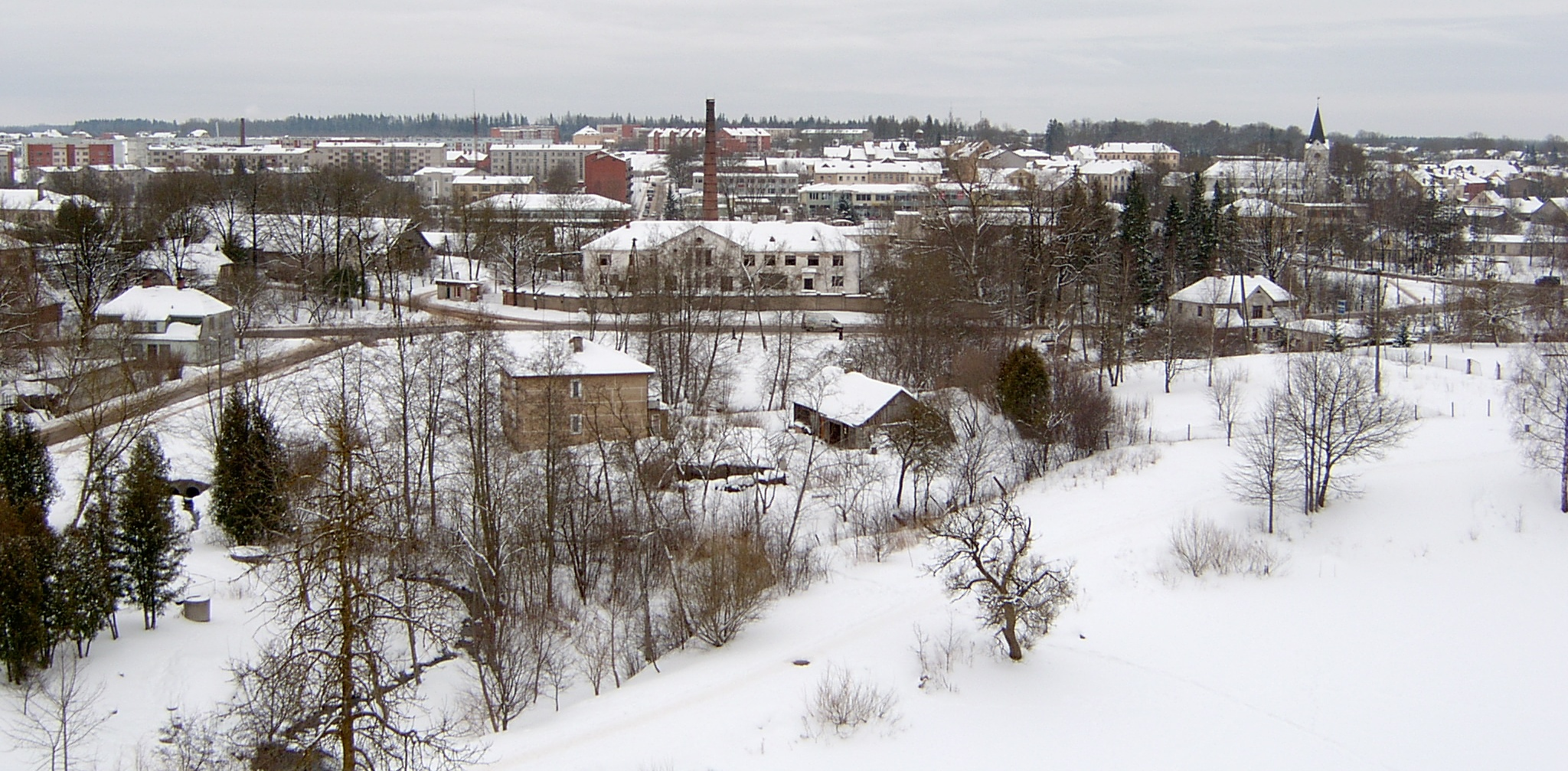
Saldus vue de l'hôpital.
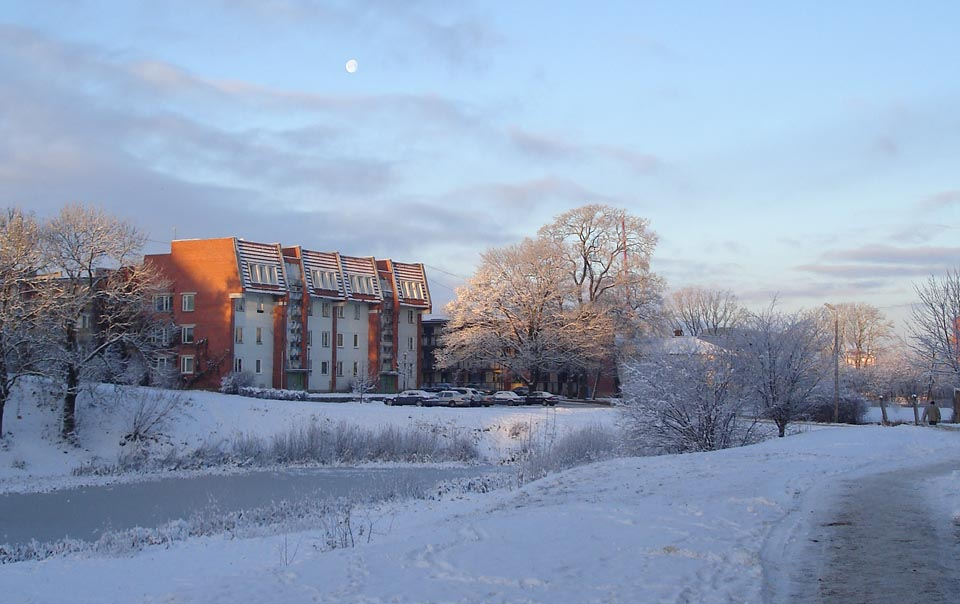
Ecole d'art de Saldus.